# ناحیه کاپووار
ناحیهٔ کاپووار (به مجاری:  Kapuvári járás) یک ناحیه در مجارستان است که در دیور-موشون-شوپرون واقع شده‌است. ناحیهٔ کاپووار ۳۷۲٫۱۴ کیلومتر مربع مساحت و ۲۳٬۷۷۸ نفر جمعیت دارد.